# Todestag

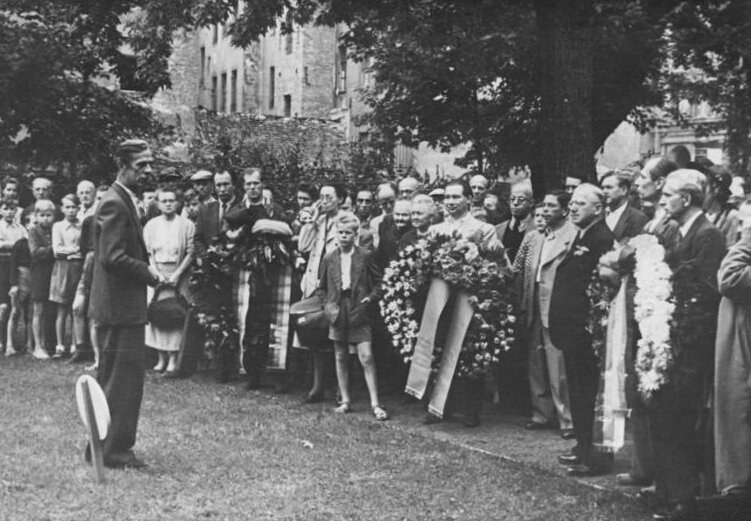
Gedenkfeier zum 20. Todestag von Heinrich Zille

Mit Todestag oder Sterbetag einer Person bezeichnet man den Tag, an dem sie gestorben ist. Der Todeszeitpunkt bzw. das Sterbedatum wird meist urkundlich in einem Totenschein oder einer Sterbeurkunde bestätigt.
Ebenso wird der Jahrestag des Verstorbenen als Gedenktag (Anniversarien) gefeiert, zu dem zahlreiche familiäre, religiöse und öffentliche Riten und Bräuche existieren. Im Christentum wurden im  11. Jahrhundert kirchliche Stiftungen für die jährliche Fürbitte Verstorbener geschaffen. Herders Conversations-Lexikon definierte Anniversarien als:

„jährliche Gedächtnißfeier; in der Kirchensprache ist der Anniversarius, Jahrtag, das einem Verstorbenen an seinem Todestage gefeierte Andenken, in der hl. Messe, auch in Vigil und Libera bestehend.“

Eine rechtliche Bedeutung hat der Todestag bezüglich der Regelschutzfristen im Urheberrecht und wird mit der lateinischen Phrase Post mortem auctoris umschrieben.
Zu den ältesten tagesgenau bekannten Todestagen gehören die einiger Pharaonen:
- 04. März 1425 v. Chr. Thutmosis III.
- 27. Juni 1213 v. Chr. Ramses II.
- 17. Dezember 1188 v. Chr. Sethnacht
- 07. April 1156 v. Chr. Ramses III.
- 09. Februar 589 v. Chr. Psammetich II.